# Numénius d'Apamée
Numénius d'Apamée (en latin Numenius Apamensis platonicus, en grec ancien : Νουμήνιος ὁ ἐξ Ἀπαμείας), est un philosophe néopythagoricien ou précurseur du néoplatonisme, né à Apamée (en Syrie), vivant au IIe s. On le classe aussi parmi les médio-platoniciens.
Il a écrit divers livres, dont il ne reste que des fragments : Platon et les Académiciens, Doctrines secrètes de Platon, Sur les nombres, Sur le Bien. Ses écrits étaient discutés dans les séminaires de Plotin.
Numénius suivait les idées de Pythagore et de Platon, et prétendait que ce dernier avait beaucoup emprunté aux livres de Moïse, aussi qualifiait-il Platon de « Moïse attique ». On trouve des fragments de Numénius dans Eusèbe et Origène, dans Porphyre et Jamblique. Il propose un retour à la doctrine de Platon, en écartant les Académiciens et en séparant Aristote de Platon, pour rapprocher Platon de Pythagore.
Il semble avoir influencé les Oracles chaldaïques, écrits vers 170, par un théurge, mais selon H. Lewy et Eric Dodds, ce serait au contraire, Numénius qui aurait été influencé par les Oracles chaldaïques.

## Philosophie
Numénius est caractérisé, de façon contradictoire, comme quelqu'un qui veut revenir à l'ancienne Académie de Platon, et, d'un autre côté, comme un penseur donnant une version originale du platonisme, en s'inspirant de Pythagore et des pensées orientales, dont Moïse et les Égyptiens. Il est donc à la fois platonicien, néopythagoricien, et précurseur du néoplatonisme de Plotin. Porphyre, Origène et Eusèbe le classent comme pythagoricien. Toujours est-il qu'il insiste sur l'accord des divers penseurs, au point de dire : « Qui est Platon, sinon Moïse attique [parlant grec] ? » (fragment 8).
Numénius distingue un Dieu suprême, un Dieu démiurgique et un Intellect pensé. Ces triades sont fréquentes dans le moyen-platonisme.
L'Absolu s'appelle l'Un ou le Bien ; il est un Dieu inconnaissable, lieu des Idées. Il engendre un second Dieu, à la fois contemplateur des Idées et créateur du monde. Image du Dieu absolu, ce démiurge communique au monde cette divine image. Il est en même temps le deuxième Un (comme Démiurge, Intelligence, Créateur du monde) et le troisième Un (comme associé à la matière). Entre ces trois Dieux et l'homme, Numénios place les démons et génies.
« Le premier Dieu demeure en lui-même ; il est simple, parce que, concentré tout entier en lui-même, il ne peut subir aucune division. Le second Dieu est un en lui-même, mais il se laisse emporter par la matière, qui est la dyade ; s’il l’unit, elle le divise, parce que la nature de la matière est de désirer et d’être dans un écoulement continuel. Tant qu’il contemple l’Intelligence, il demeure immobile en lui-même ; mais, lorsqu’il abaisse ses regards sur la matière et qu’il s’en occupe, il s’oublie lui-même : il s’attache au sensible, il l’orne et il contracte quelque chose des qualités de la matière avec laquelle il a désiré entrer en rapport […] Le premier Dieu ne remplit aucune fonction démiurgique ; il est seulement le père du Démiurge. Si, examinant la question du Démiurge, nous affirmons que le premier Dieu préexiste et que c’est ainsi qu’il peut exercer un pouvoir suprême, ce début n’aura rien que de convenable. Si, au lieu de nous occuper du Démiurge, nous cherchions à déterminer la nature du premier Dieu, je n’oserais aborder un pareil sujet. Je le passerai donc sous silence et je prendrai un autre début pour mon discours. Mais auparavant, nous ferons la déclaration suivante : le premier Dieu [le premier Un] ne fait aucune œuvre et il est vraiment Roi, tandis que le Dieu qui gouverne tout, en parcourant le ciel, n’est que Démiurge [le deuxième Un]. C’est pourquoi nous participons à l’Intelligence (to noêton, en grec ancien : τὸ νοητόν) quand elle descend et se communique à tous les êtres [le Troisième Un, comme Âme du monde ou cosmos ou étincelles de Dieu ?] qui peuvent la recevoir. Pendant que Dieu [le Démiurge] nous regarde et se tourne vers chacun de nous, il arrive que la vie et la force se répandent dans nos corps échauffés de ses rayons ; mais, s’il se retire dans la contemplation de soi-même, tout s’éteint, tandis que l’intelligence continue de vivre et jouit d’une existence bienheureuse […] Il y a le même rapport entre le premier Dieu et le Démiurge qu’entre celui qui sème et celui qui cultive. L’un, étant la semence de toute âme, répand ses germes dans toutes les choses qui participent de lui. L’autre, en législateur, cultive, distribue et transporte dans chacun de nous les semences qui proviennent du premier Dieu. » (Numénius, fragment 11).
L'homme a deux âmes, l'une raisonnable, l'autre privée de raison. Sa destinée consiste à soumettre la seconde à la première et à remonter à la source dont elle provient. F. Cumont estime que Numénius introduit alors en philosophie la théorie de la remontée de l'âme : celle-ci retourne à son origine à travers les sept sphères planétaires.

## L'antique tradition
Numénius, comme beaucoup de penseurs de son époque (dont Celse, Clément d'Alexandrie), croit en un discours ancien, une théologie antique, et il y intègre les enseignements de l'Orient :
« Après avoir cité et avoir pris pour sceaux les témoignages de Platon, il faudra remonter plus haut et les rattacher aux enseignements de Pythagore, puis en appeler aux peuples fameux, en évoquant leurs mystères, leurs dogmes, leurs fondations de cultes, qui sont en accord avec Platon, tout ce qu'ont établi les brahmanes, les juifs, les Mages, les Égyptiens » (fragment 1, p. 42).

### Œuvres
On le crédite des œuvres suivantes :
1. Sur les dissensions entre les Académiciens et Platon (fragments chez Eusèbe de Césarée)
2. Les doctrines secrètes de Platon (Peri tôn para Platôni aporrêtôn)
3. Sur les nombres (Peri arithmôn)
4. Sur le Bien (Peri Tagathoû) (fragments chez Eusèbe de Césarée, Préparation évangélique, IX, 7 ; XI, 10, 18, 22 ; XV, 17)

- Numénius, Fragments (vers 155), édition et traduction Édouard des Places, Les Belles Lettres, 1973, 220 p.

### Sources
- Eusèbe de Césarée, Préparation évangélique (après 314), XI ; XIV. Cerf, coll. « Sources chrétiennes », 1974-1987.
- Porphyre, Vie de Plotin (vers 301), § 3.
- Porphyre, De l'antre des nymphes (vers 268), Lagrasse, Verdier, 1989.

### Études
(par ordre alphabétique)
- Athanassiadi, Polymnia, La lutte pour l'orthodoxie dans le platonisme tardif. De Numénius et Plotin à Damascius, Les Belles Lettres, 2005.
- (en) Dodds, Eric, « Numenius and Ammonius », in Les sources de Plotin, Genève, 1960, p. 3-32.
- (de) Frede, M., Numenius, Aufstieg und Niedergang der römischen Welt (ANWR, 1972 ss.), II.36.2, p. 1034-1075. L'étude la plus poussée.
- (en) Guthrie, Kenneth S., Numenius of Apamea, The Father Of Neo-Platonism - Works, Biography, Message, Sources, And Influence, Moran Press, 2008, 228 p.
- (en) Hahn, Charles H., Pythagoras and the Pythagoreans, Indianapolis, Hackett Publishing Company, 2001, p. 118-133.
- Fabienne Jourdan, « Le retour de l’âme à son lieu d’origine après la mort et sa descente ici-bas selon Numénius », Études platoniciennes, no 17,‎ 2022 (lire en ligne)
- Fabienne Jourdan, « Numénius a-t-il commenté le Parménide ? », Revue de philosophie ancienne, vol. 37, no 2,‎ 2019, p. 209-280 (lire en ligne)
- (en) Karamanolis, George, « Numenius », dans Edward N. Zalta, The Stanford Encyclopedia of Philosophy, Metaphysics Research Lab, Stanford University, 2016 (lire en ligne).
- Alexandra Michalewski, « Le Premier de Numenius et l’Un de Plotin », Archives de Philosophie, t. 75, no 1,‎ 2012, p. 29-48 (lire en ligne, consulté le 9 avril 2020).
- (en) O'Meara, Dominic, Pythagoras revived, Oxford, Clarendon Press, 1989, p. 10-14.
- (en) Waszink, J. H., "Porphyrios and Numenios", in Porphyre, Genève, Fondation Hardt, 1966, p. 45-62.
- Zambon, Marco, Porphyre et le moyen-platonisme, Paris, Librairie philosophique J. Vrin, 2002, 400 p.